# Az Uffizi Galéria Tribuna terme

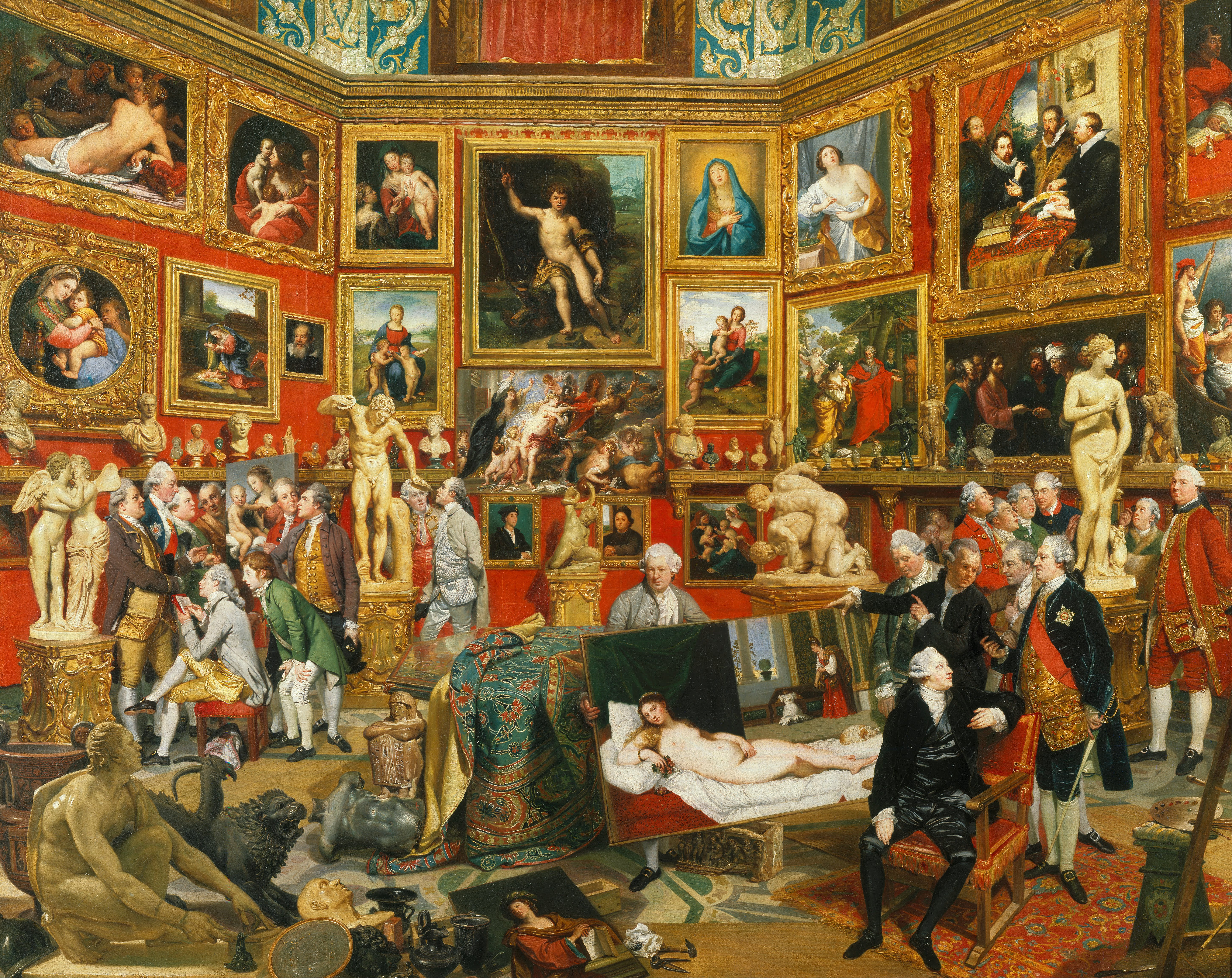
J. Zoffany festménye: Tribuna terem (1772–1777 körül)

Az Uffizi Galéria Tribuna terme (Tribuna degli Uffizi) múzeumi mintaterem, amely a Medici-család hatalmát, gazdagságát és műveltségét szimbolizálta az európai arisztokraták körében.

## Építése
1574-ben az Uffizi építője Giorgio Vasari meghalt, s a munkálatokat Alfonso Parigi és Bernardo Buontalenti építészek folytatták tovább. Most már teljesen a Medici-család képzőművészeti gyűjteményének elhelyezése, kiállítása szempontjából alakították ki az emeletek termeit. A Magisztrátusok utcája felől Buontalenti beüvegeztette a loggiákat, s teremsort alakított ki, köztük volt a Tribuna terem is, amelyben a Mediciek legértékesebb és legféltettebb műkincsei kerültek kiállításra. Francesco de’ Medici uralkodása idején, 1574-től 1585-ig tartott a reprezentatív nyolcszög alaprajzú és az égboltot is jelképező kupolás Tribuna terem kialakítása.
A Tribuna terem tervezője Vitruvius görög építésznek a Szelek tornya leírásaiból indult ki. A terem falainak felső részén nyolc ablakon keresztül beszűrődő fény indirekt módon világítja meg a teljes termet. A kupola aranyozott cikkelyeit gyöngyházfényű kagylóhéjak díszítették, melyeket a kupoladobon lazúrkő alapon nyugvó voluták váltottak fel. Az ablakok közti mennyezetrészt manierista stílusban festették ki, képzelt állati, növényi figurákkal, ultramarin alapon a díszítményeket arany és gyöngyház díszítette. A Tribuna falait violaszínbe hajló vörös bársonnyal fedték. A falak alsó részét frízzel díszítették, amelyet később stukkós lábazattal helyettesítettek. Jacoppo Ligozzi munkája volt a fríz aprólékos megfestése, ez is manierista stílusban, madarakkal, halakkal, növényekkel, ásványokkal díszítve. A Tribuna terem eredeti padlózata is figyelemreméltó, színes nemes kövekből rakták ki olyan geometrikus struktúrában, amely összhangot képezett a terem nyolcszögletű alakjával.

## A Tribuna terem fénykora
A Tribuna terem fénykora 1585-től az 1770-es évek végig tartott, ezután fokozatosan a szakosodások, átrendezések miatt lerombolták, az eredetit megközelíteni igyekvő rekonstrukciója csak 1971-ben történt meg. Az utolsó pillanatokban örökítette meg Zoffany festménye ezt a híres termet, amelyet egész Európában utánozni igyekezett az arisztokrácia. Nem eredeti állapotában örökítette meg, hanem igyekezett minél több híres antik szobrot és reneszánsz festményt kiállítani a Tribuna teremben, s meg is örökítette azokat a korabeli műkereskedők csoportjával. A 18. században Európa nyugati területein már régóta virágzott a művészet és a műkereskedelem, múzeumok tucatjai működtek királyi, főúri, fejedelmi udvarokban. Az Uffizi számos gyűjteményéből, sőt a Pitti-palotából is kért át szobrokat, képeket Zoffany, hogy kiállíthassa és lefesthesse őket.
Zoffanytól e képet III. György brit király felesége rendelte, ám nem volt megelégedve a festménnyel, mert azon csak közönséges emberek, azaz műkereskedők voltak. Talán éppen ezért is, de természetesen elsősorban a Tribuna terem megfestése miatt híres kordokumentum lett ez a mű.
Zoffany képén könnyen felismerhetőek a festmények, balról jobbra haladva a szobrok feletti első sor legszélén:
1. Raffaello: Madonna della Seggiola (Szűz Mária a gyermek Jézussal és Keresztelő Jánossal)[3] tondo a Pitti-palotából, ahol ma is ki van állítva.
2. Correggio A gyermek Jézus imádása[4] (Uffizi)
3. Portréfestmény, utána
4. Raffaello Madonna del cardellino (Szűz Mária a kis Jézussal, Keresztelő Szent Jánossal)[5](Uffizi)
5. Balról a szobrok felett a második sor első képe: Annibale Carracci Bachánsnő (Uffizi)

Az antik szobrok közül jobbról kiemelkedik magasságával a Medici-Venus néven ismert szobor, s jól kivehető a Birkózók és a Táncoló faun szobra, a terem előterében külön beállítva Tiziano Vecellio Urbinói Venus c. híres festménye.

## Galéria

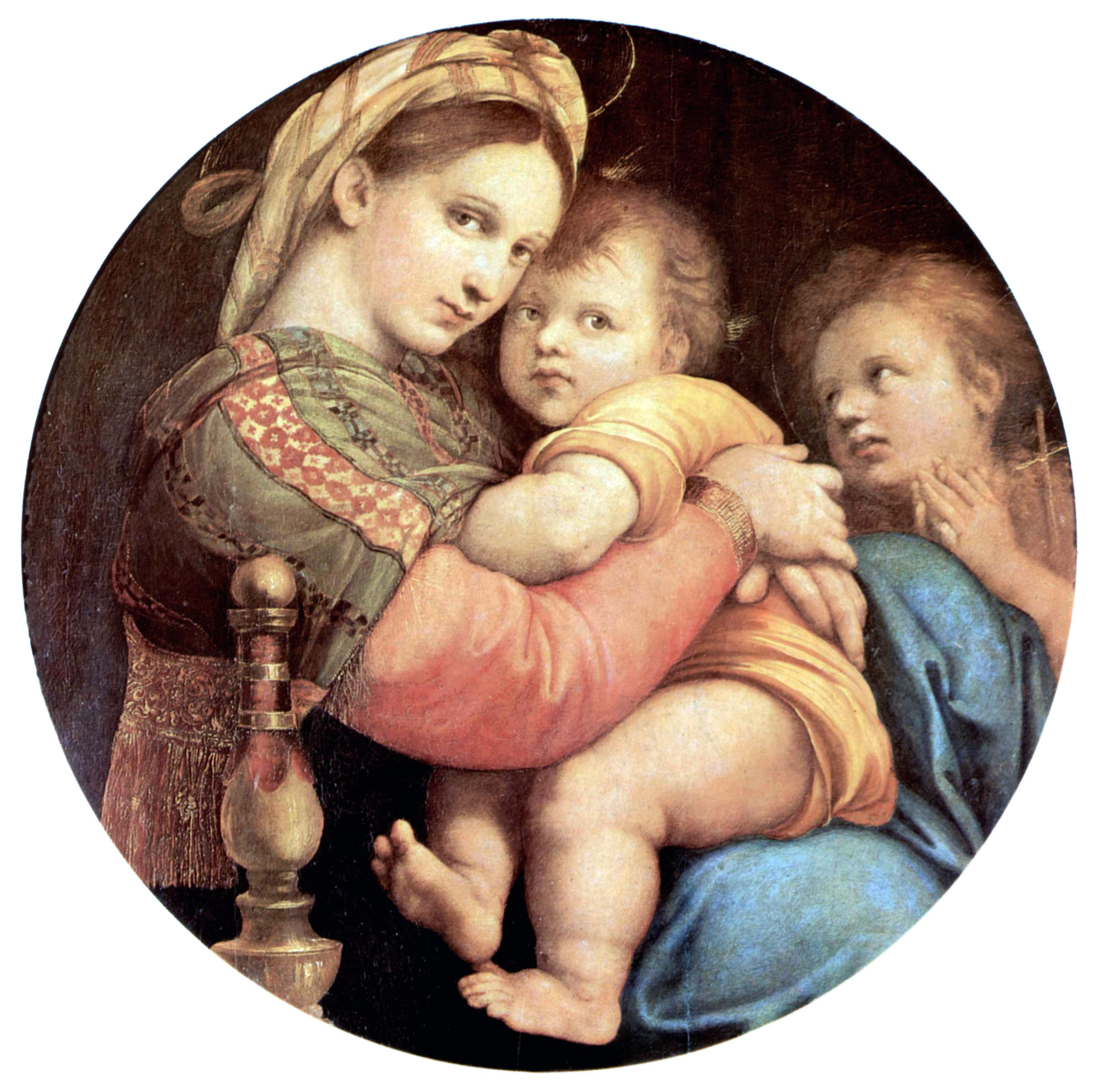
Raffaello: Madonna della Seggiola (Pitti-palota)
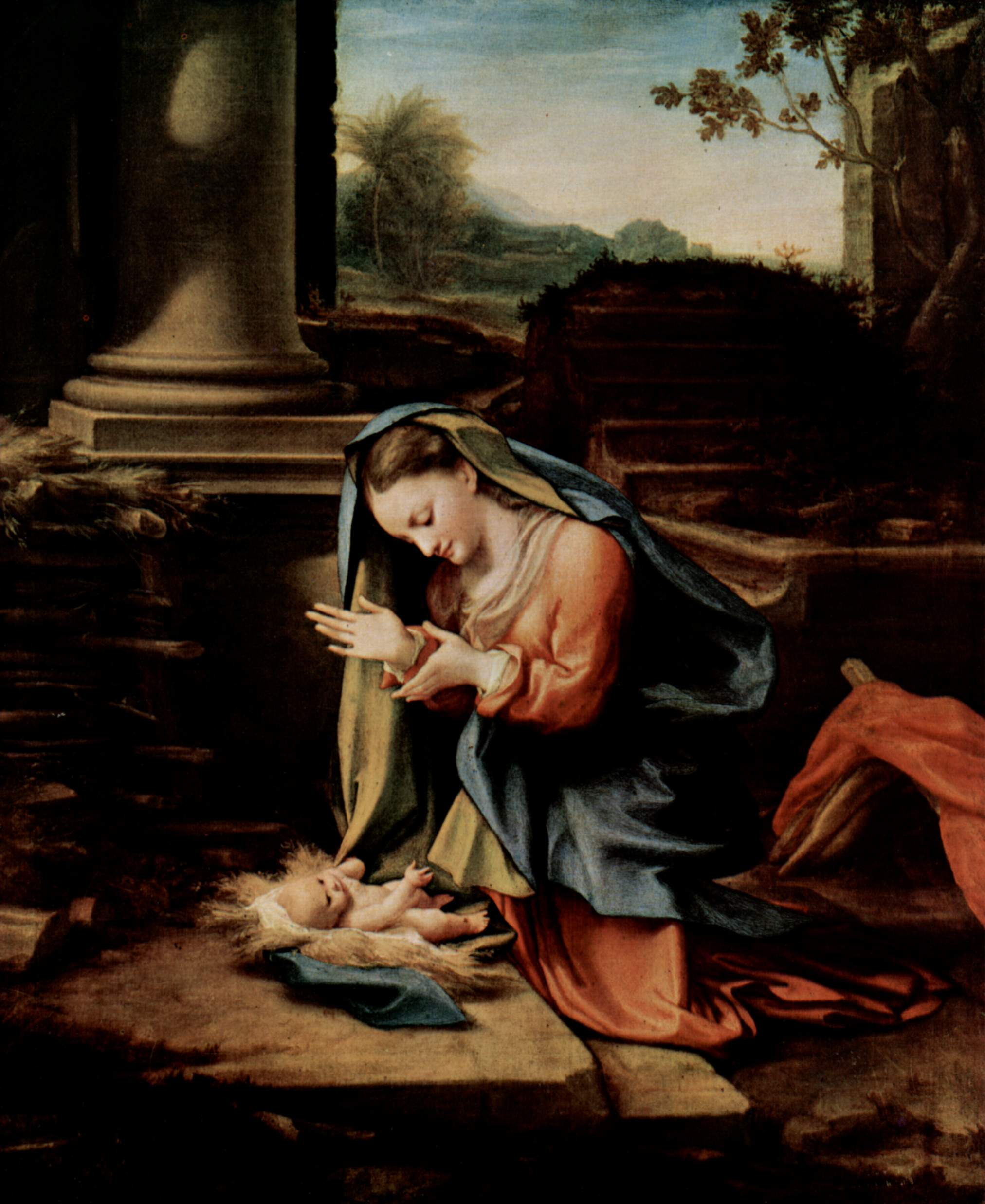
Correggio: A gyermek Jézus imádása (Uffizi)
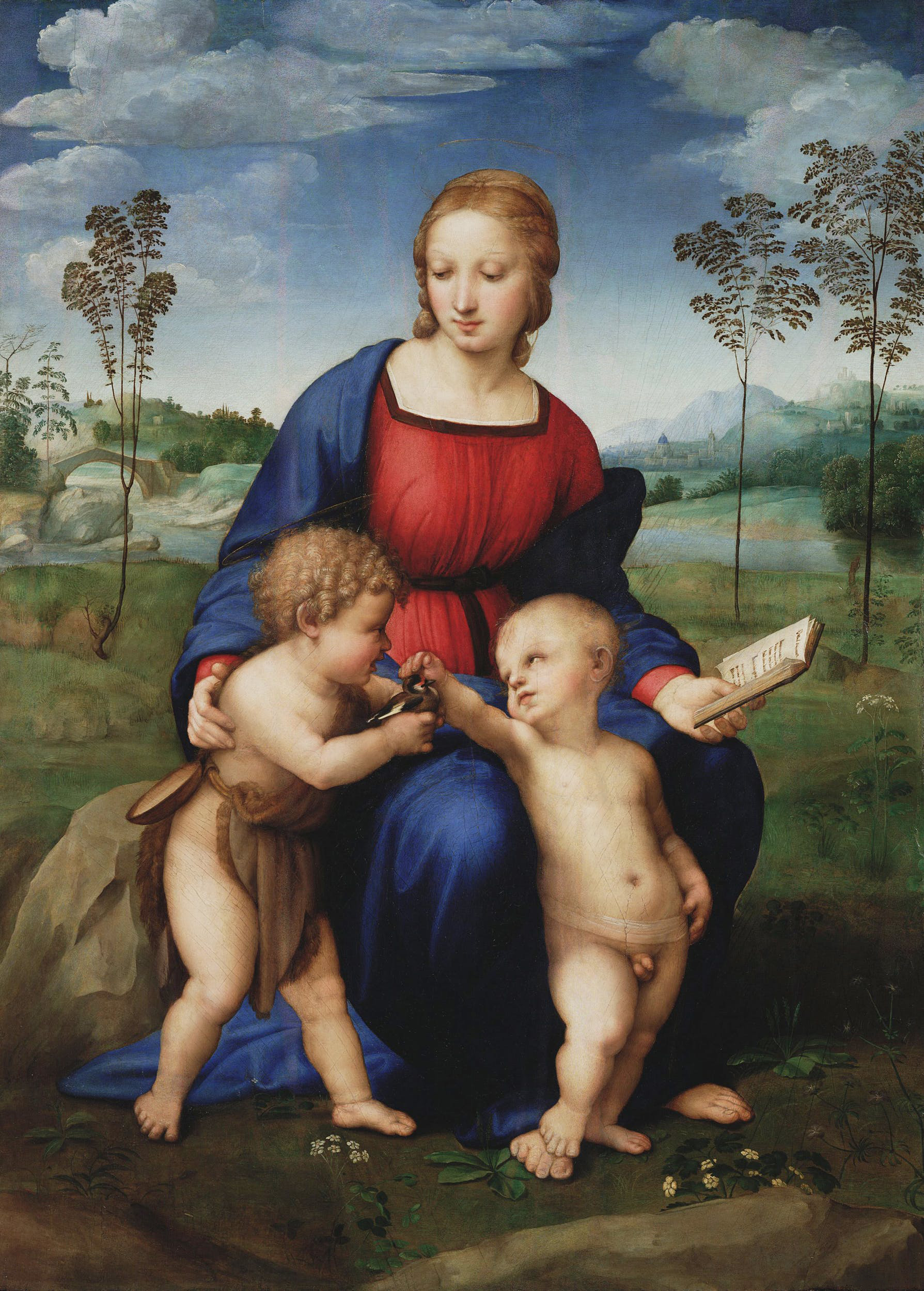
Rafaello: Madonna del cardellino (Uffizi)
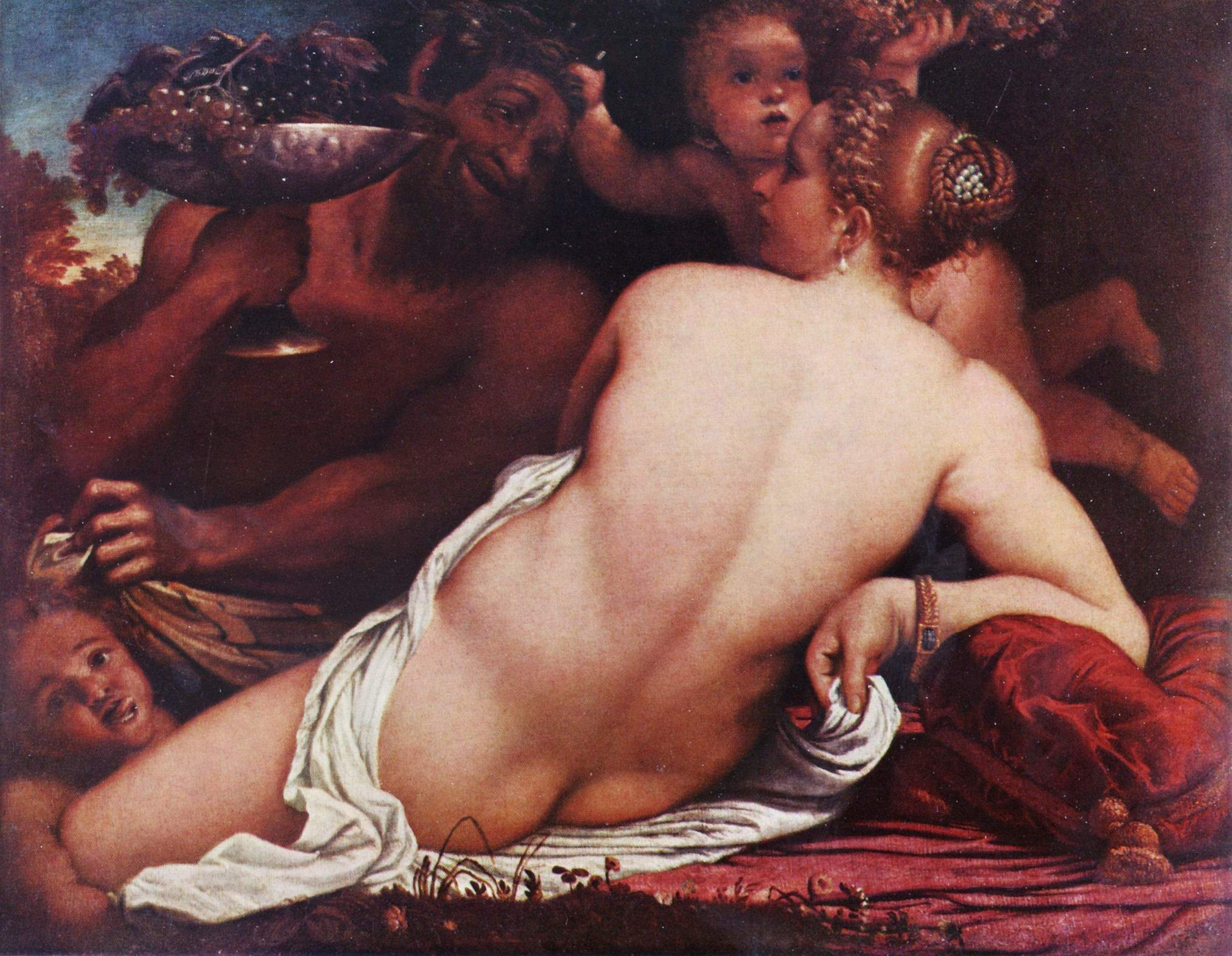
Annibale Carracci: Bachánsnő (Uffizi)